# Hosahalli, Sagar
Hosahalli là một làng thuộc tehsil Sagar, huyện Shimoga, bang Karnataka, Ấn Độ.